# NGC 1949
NGC 1949 est une nébuleuse en émission située dans la constellation de la Dorade. Cette nébuleuse est située dans le Grand Nuage de Magellan. NGC 1949 a été découverte par l'astronome britannique John Herschel en 1836.